# Synopsis Universae Philologiae

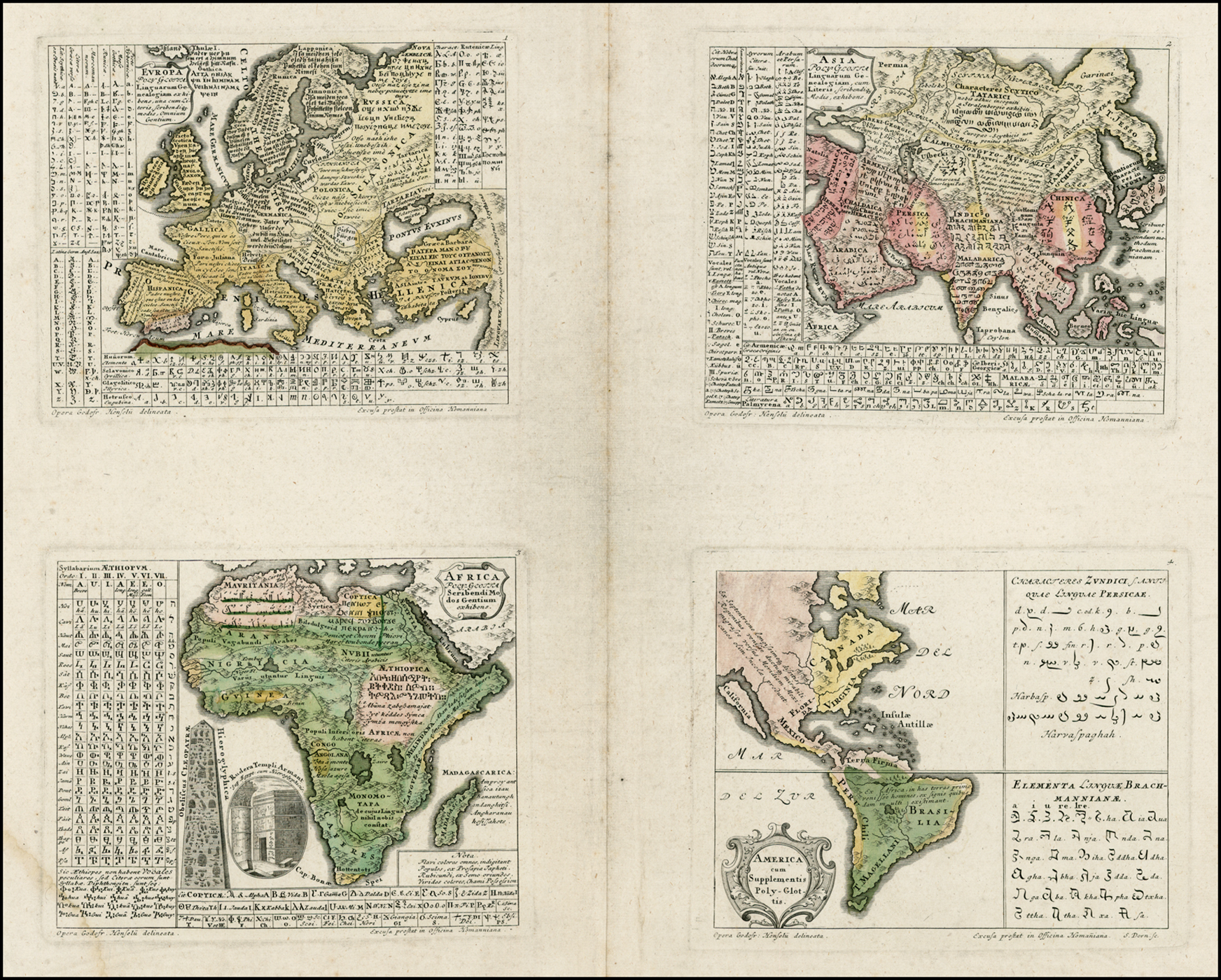
Quatre mappae geographico-polyglottae citent les premiers mots du Notre Père en plusieurs dizaines de langues et d'alphabets.

Synopsis Universae Philologiae est un ouvrage de linguistique comparée écrit par Gottfried Hensel (en) (1687-1767), un philologue allemand de Hirschberg (Jelenia Góra), en Basse-Silésie.
Son titre complet est  Synopsis universae philologiae: in qua: miranda unitas et harmonia linguarum totius orbis terrarum occulta, e literarum, syllabarum, vocumque natura & recessibus eruitur. Cum Grammatica, LL. Orient. Harmonica, Synoptice tractata; nec non descriptione Orbis Terr. quoad Linguarum situm & propagationem, mappisque geographico-polyglottis.

## Présentation
Le livre paraît en 1741 à Nuremberg chez l'imprimeur Homann. Une seconde édition est publiée en 1754.
L'ouvrage se propose de dresser un inventaire exhaustif de toutes les langues connues à son époque, avec leurs systèmes d'écriture respectifs. Sur les cartes consacrées aux différentes versions du Notre Père, les mots sont placés sur le pays dont ils représentent la langue. 
Conformément aux opinions de son temps, Hensel croit à l'interprétation littérale du Livre de la Genèse (Gn 11:1) et à l'existence d'une langue adamique originelle, l'hébreu biblique, antérieure à la confusion linguistique de la tour de Babel. Il suit en cela la doctrine universaliste du jésuite Pierre Besnier (1648-1705), La Réunion des langues, ou L'art de les apprendre toutes par une seule (1674).